# Bergen, Weißenburg-Gunzenhausen
Bergen là một đô thị tại huyện Weißenburg-Gunzenhausen, bang Bayern, Đức.